# Tomohiro Ishii
Tomohiro Ishii (石井 智宏 Ishii Tomohiro, nacido el 10 de diciembre de 1975) es un luchador profesional japonés, quien trabaja actualmente en la New Japan Pro-Wrestling (NJPW) y a través de su relación laboral que también trabaja regularmente para Revolution Pro Wrestling. También es conocido por su labor en la empresa Ring of Honor (ROH). Es conocido por su dureza y fortaleza, de ahí el apodo de "Stone Pitbull". 
Ishii ha sido dos veces campeón mundial al ser dos veces Campeón Peso Pesado Británico de la RPW. También fue una vez Campeón Mundial Televisivo de ROH, seis veces Campeón de Peso Abierto NEVER, una vez Campeón en Parejas de la IWGP con Toru Yano y tres veces Campeón en Parejas 6-man NEVER de Peso Abierto.

## Carrera

### Carrera temprana (1996–2005)
Ishii hizo su debut profesional en la lucha libre a la edad de veinte años el 2 de noviembre de 1996, enfrentando a Choden Senshi Battle Ranger Z en un evento organizado por la promoción "R" (WAR) de la Asociación de Luchas de Genichiro Tenryu en Kushiro, Hokkaido. Ishii y Yasuraoka ganaron el título una vez más el 1 de marzo de 1999, y finalmente se convirtieron en los campeones finales de la historia inicial del título debido a la jubilación de Yasuraoka en junio de 1999 y WAR cerró sus operaciones en 2000. Se vio obligado a convertirse en un luchador independiente , Ishii continuó trabajando para varias promociones durante los años siguientes, incluyendo Toruymon Japan, World Entertainment Wrestling (WEW), y Fighting World of Japan Pro Wrestling (Riki Pro), que Entró como aprendiz de fundador de la promoción, Riki Choshu, y luego fue nombrado presidente de la promoción.

### New Japan Pro-Wrestling (2004-presente)

#### 2004-2008
Ishii hizo apariciones esporádicas para New Japan Pro-Wrestling (NJPW) en 2004 y 2005, pero solo comenzó a trabajar regularmente para la empresa en 2006, mientras aún representaba a Riki Pro. En junio de ese año, Ishii formó el equipo como "Heisei no Gokudo Combi" con Toru Yano y juntos participaron en la G1 Tag League 2006. El 16 de octubre, Ishii y Yano se unieron a Hiroyoshi Tenzan y Togi Makabe como los miembros más nuevos del stable heel Great Bash Heel (GBH). A partir de 2006, varios miembros de GBH, incluidos Ishii, Makabe y Yano, también hicieron apariciones esporádicas para la promoción Apache Pro-Wrestling Army , donde Ishii ganó el Campeonato de Peso Pesado de WEW el 12 de julio de 2008.

#### 2009-2010
De vuelta en NJPW, Ishii trabajó como uno de los miembros con menor calificación de GBH hasta abril de 2009, cuando él, junto con Yano, Gedo, Giant Bernard, Jado, Karl Anderson y Takashi Iizuka se unieron al entonces líder de GBH, Togi Makabe y Tomoaki Honma, y continuó para formar el stable llamado CHAOS bajo el liderazgo de Shinsuke Nakamura. Mientras que Chaos, como unidad, estaba involucrado en una rivalidad con Makabe, Honma y Hiroyoshi Tenzan, Ishii se mantuvo fuera de los mejores luchas de la rivalidad, continuando trabajando en los combates, comenzando su propia rivalidad con Wataru Inoue. En octubre de 2009, Ishii recibió cierta exposición en América del Norte, cuando apareció en el programa Global Impact 2 de Total Nonstop Action Wrestling (TNA) en Spike TV, trabajando en el evento principal de un equipo de ocho luchadores, donde él, Giant Bernard, Karl Anderson y Takashi Iizuka fueron derrotados por Kevin Nash, Kurt Angle, Masahiro Chono y Riki Choshu. El combate había sido grabado durante el Wrestle Kingdom III, el enero anterior. El 4 de enero de 2010, Ishii estuvo involucrado en otro gran combate de ocho hombres en Wrestle Kingdom IV, donde él, Takashi Iizuka, Toru Yano y Abdullah el Carnicero fueron derrotados por Manabu Nakanishi, Masahiro Chono, Riki Choshu y Terry Funk. A finales de 2010, Ishii comenzó una rivalidad en la historia con el luchador enmascarado Tiger Mask, yendo tras su máscara en varias ocasiones.

#### 2012-presente
Después de haber trabajado para NJPW durante ocho años, Ishii recibió su primera oportunidad por el título en la empresa el 20 de mayo de 2012, cuando desafió sin éxito a Hirooki Goto por el Campeonato Intercontinental de la IWGP en el evento principal en Osaka. En noviembre siguiente, Ishii participó en un torneo para determinar el inaugural Campeón de Peso Abierto NEVER. Después de las victorias sobre Daisuke Sasaki y Yoshi-Hashi, Ishii fue derrotado en las semifinales del torneo por el miembro de Chaos Masato Tanaka, quien ganó el torneo completo. Tras la victoria, Ishii desafió a Masato Tanaka a una revancha para el Campeonato de Peso Abierto NEVER.

### Revolution Pro Wrestling (2015-presente)
En RevPro / NJPW Global Wars UK 2016 - Tag 1, Ishii hizo su debut saliendo derrotado contra Chris Hero. En RevPro / NJPW Global Wars 2017 - Tag 1, derrota a Keith Lee.
En RevPro Strong Style Evolved UK - Tag 1, él y Kazuchika Okada fueron derrotados ante Suzuki-gun (Minoru Suzuki & Zack Sabre Jr.) y no ganan el Campeonato Indiscutible Británico por Parejas de RPW. En Summer Sizzler 2018, derrotó a WALTER y se convirtió en el retador número 1 por el Campeonato Peso Pesado Británico de la RPW.

### Ring of Honor (2016)
El 19 de febrero de 2016, Ishii participó en el evento Honor Rising: Japan de NJPW y Ring of Honor (ROH), derrotando a Roderick Strong por coronándose como Campeón Mundial Televisivo de ROH en el evento principal. Una semana después, Ishii hizo su debut para ROH en su 14th Aniversario de ROH, defendiendo con éxito su título en un Triple Threat Match contra Strong y Bobby Fish. En las grabaciones de la ROH del día siguiente, Ishii defendió exitosamente el título contra Cedric Alexander para regresar a Japón como el campeón reinante.
Esto llevó a un combate el 20 de marzo, donde Ishii hizo su tercera defensa exitosa del Campeonato Mundial de Televisión de ROH contra Evil.
El 8 de mayo en el evento de Global Wars, Ishii perdió su Campeonato Mundial de Televisión de ROH ante Bobby Fish así concluyendo su reinado de 79 días.

### All Elite Wrestling (2021)
El 13 de noviembre de 2021 durante el PPV Full Gear, se anunció que Ishii haría su debut en AEW formando equipo con su nuevo compañero Orange Cassidy contra The Butcher & The Blade el 17 de noviembre de 2021 en el episodio de Dynamite.

## En lucha
- Movimientos finales
  - Ishii Driller (Vertical suplex piledriver)[4][5] – 2013
  - Vertical drop brainbuster[2][3][5]
- Movimientos en firma
  - DDT
  - Enzuigiri[6][7][4]
  - Headbutt[3][8]
  - Lariat[2][8]
  - Multiple Suplex variations:
    - Bridging/Release german[8]
    - Delayed vertical super[2][5]
    - Snap
    - Vertical, sometimes delayed

  - Powerbomb[2][8]
  - Powerslam[2]
  - Sliding lariat,[9][10][11] sometimes to the back of the opponent's head[12]
- Apodos
  - "Shin Korakuen Otoko" ("New Mr. Korakuen")[13]
  - "Chaos no Tokkou Yarou"[14]
  - "Stone Pitbull"[15][16]
- Temas de entrada
  - "This One" por WJ.Rock's[3][17]
  - "Stone Pitbull" por May's[2][16]

## Campeonatos y logros
- Apache Pro-Wrestling Army

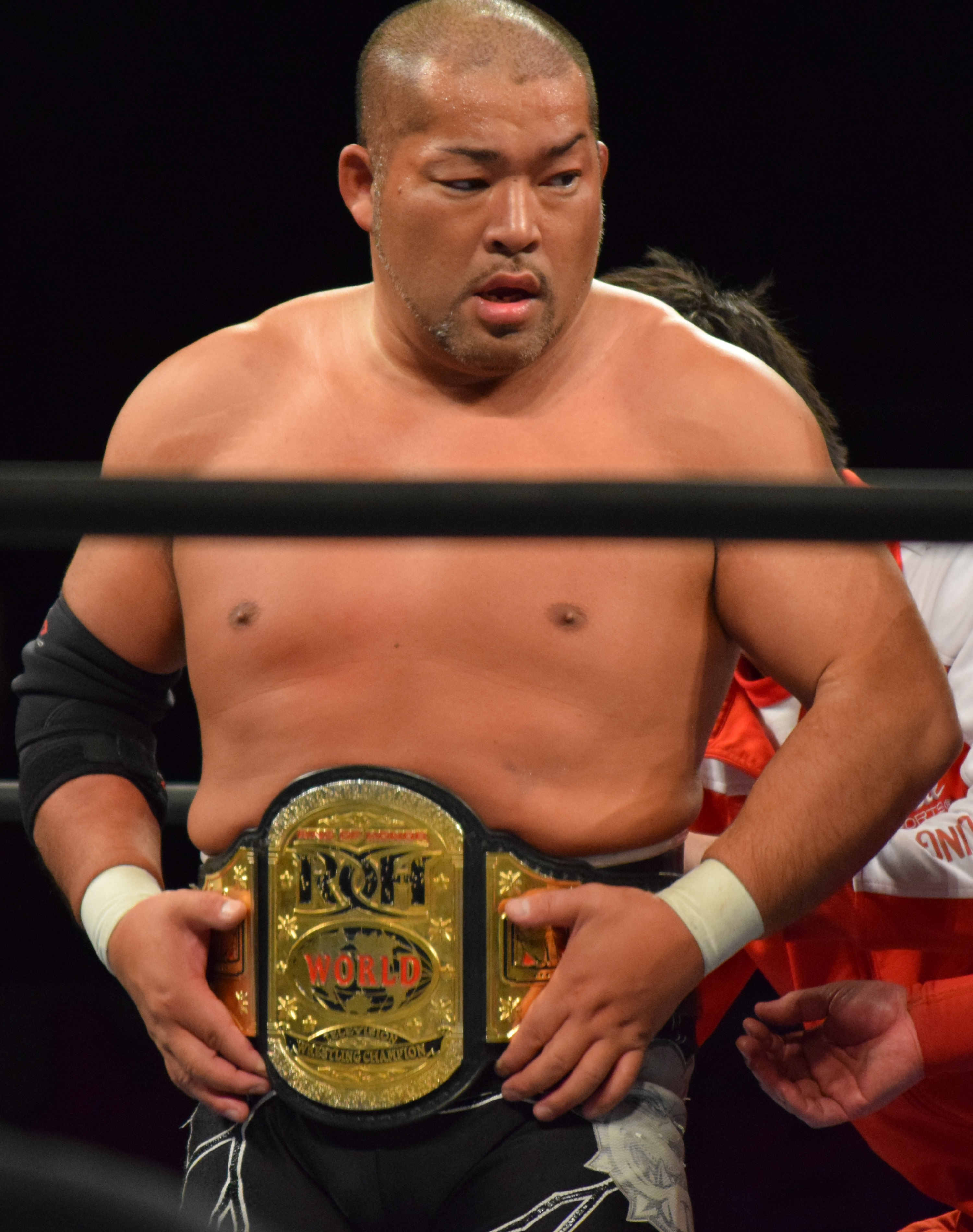
Ishii como Campeón Mundial Televisivo de ROH.

  - WEW Heavyweight Championship (1 vez)[18]

- New Japan Pro-Wrestling
  - NEVER Openweight Championship (6 veces)
  - IWGP Tag Team Championship (1 vez) – con Toru Yano
  - NEVER Openweight 6-Man Tag Team Championship (3 veces) – con Beretta & Toru Yano (1), Hirooki Goto & Yoshi-Hashi (1) y Hiroshi Tanahashi & Kazuchika Okada (1)

- Pro Wrestling Zero1-Max
  - NWA International Lightweight Tag Team Championship (1 vez) – con Tatsuhito Takaiwa

- Revolution Pro Wrestling
  - RPW British Heavyweight Championship (2 veces)

- Ring of Honor
  - ROH World Television Championship (1 vez)

- Pro Wrestling Illustrated
  - Situado en el Nº129 en los PWI 500 de 2014[19]
  - Situado en el Nº110 en los PWI 500 de 2015[20]
  - Situado en el Nº37 en los PWI 500 de 2016[21]
  - Situado en el Nº74 en los PWI 500 de 2017[22]
  - Situado en el Nº76 en los PWI 500 de 2018

- Wrestling Observer Newsletter
  - Mejor Luchador Violento - (2014)[23]
  - Mejor Luchador Violento - (2015)[24]
  - Mejor Luchador Violento - (2016)[25]
  - Mejor Luchador Violento - (2017)
  - Lucha 5 estrellas (2013) vs. Katsuyori Shibata en G1 Climax 2013 – Day 4 el 3 de agosto
  - Lucha 5 estrellas (2015) vs. Tomoaki Honma en The New Beginning In Sendai 2015 el 14 de febrero
  - Lucha 5 estrellas (2016) vs. Kazuchika Okada en G1 Climax 2016 – Day 13 el 6 de agosto
  - Lucha 5¾ estrellas (2018) vs. Kenny Omega en G1 Climax 2018 – Day 14 el 4 de agosto
  - Lucha 5 estrellas (2019) vs. Jon Moxley en G1 Climax 2019 – Day 6 el 19 de julio
  - Lucha 5½ estrellas (2019) vs. Shingo Takagi en G1 Climax 2019 - Day 16 el 8 de agosto
  - Lucha 5½ estrellas (2021) vs. Shingo Takagi en G1 Climax 31: Day 1 el 18 de septiembre